# Piotr Karnkowski
Piotr Karnkowski herbu Junosza – podkomorzy płocki w latach 1582–1604, starosta bobrownicki w latach 1585–1604.
Bratanek biskupa przemyskiego  Jana, brat arcybiskupa gnieźnieńskiego Stanisława. Żonaty był z Anną z Moszczeńskich, córką  cześnika dobrzyńskiego Jakuba.
Posiadał część Karnkowa, Radotki (od 1583 roku) w ziemi dobrzyńskiej, Sikorz i Goworowo (od 1583 roku) w ziemi płockiej.